# Auboué
Auboué is een gemeente in het Franse departement Meurthe-et-Mosellein de regio Grand Est en maakt deel uit van het arrondissement Briey. De gemeente telde 2.641 inwoners op 1 januari 2022.

## Geschiedenis
De gemeente maakt sinds 22 maart 2015 van het op die dag opgerichte kanton Jarny. Daarvoor hoorde het bij het kanton Homécourt, dat toen opgeheven werd.

## Geografie
De oppervlakte van Auboué bedraagt 4,54 vierkante kilometer; Op 1 januari 2022 was de bevolkingsdichtheid 581,7 inwoners per km². De gemeente ligt aan de Orne.

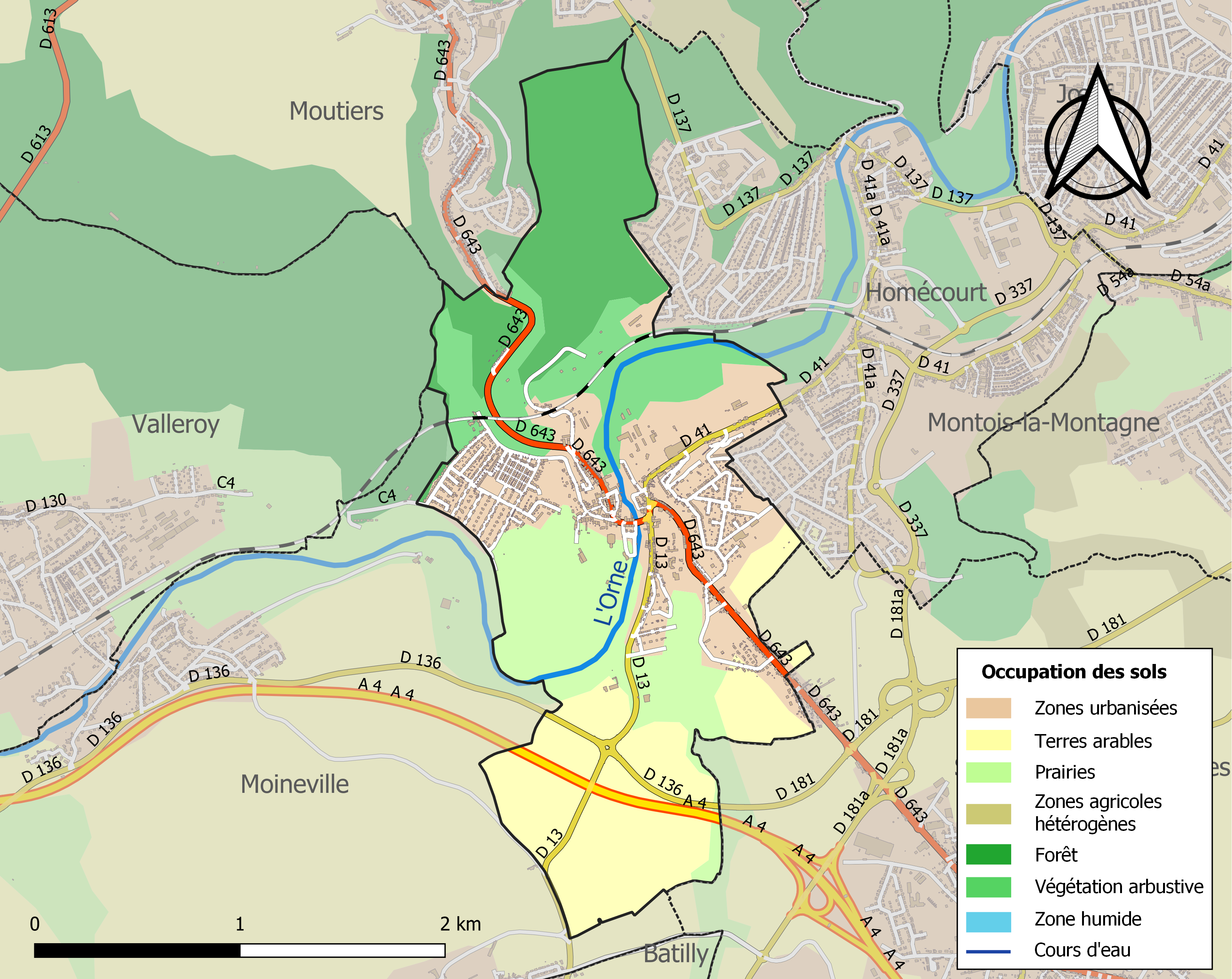
Kaart van de gemeente met de belangrijkste infrastructuur, bodemgebruik en omliggende gemeenten

## Verkeer en vervoer
In de gemeente ligt spoorwegstation Auboué.

## Demografie
Onderstaande figuur toont het verloop van het inwonertal.
Allamont · Auboué · Batilly · Boncourt · Brainville · Bruville · Chambley-Bussières · Conflans-en-Jarnisy · Dampvitoux · Doncourt-lès-Conflans · Friauville · Giraumont · Hagéville · Hannonville-Suzémont · Hatrize · Homécourt · Jarny · Jeandelize · Jouaville · Labry · Mars-la-Tour · Moineville · Moutiers · Olley · Puxe · Puxieux · Saint-Ail · Saint-Julien-lès-Gorze · Saint-Marcel · Sponville · Tronville · Valleroy · Ville-sur-Yron · Xonville